# Віскоза

Синтез ксантогенату целюлози (віскози).

Віскоза — (від пізньолат. Viscosus — в'язкий) високов'язкий концентрований розчин ксантогената целюлози в розбавленому розчині NaOH. При обробці кислотою віскози ксантогенат целюлози руйнується з виділенням вихідної целюлози, що виділяється з розчину. Віскоза застосовується для виробництва штучної шкіри (кирза)[джерело?], віскозних неволокнистих виробів (целюлозна плівка, пластифікована гліцерином — целофан) і для прядіння віскозної пряжі.

## Віскозне волокно
Віскозне волокно — штучне волокно; регенероване целюлозне волокно, яке отримують в результаті віскозного процесу.
З волокон, отриманих штучним чином, скручують нитки, які лягають в основу цього приємного на дотик матеріалу. Блиск віскози зіставляють з блиском шовку, за що її називають «штучним шовком». Штучна шерсть з віскози в 1930-х роках називалася «вістрі». 